# Martin Websky
Christian Friedrich Martin Websky (* 17. Juli 1824 in Nieder-Wüstegiersdorf, Schlesien; † 27. November 1886 in Berlin) war ein deutscher Bergmann und Mineraloge.

## Herkunft
Seine Eltern waren der Textilfabrikant Martin Websky, Gutsherr auf Wüste-Giersdorf und dessen Ehefrau Karoline Friederike Kramsta. Seine Schwester Cäcilie (* 8. Oktober 1825; † 12. April 1903) war mit dem Politiker Karl Wilhelm Remus von Woyrsch verheiratet. Websky hatte mehrere Brüder, Egmont Websky und den 1888 geadelten Theologen und Gutsherrn im schlesischen Schwengfeld Julius (Justus) von Websky (1834–1909), der auch als Schriftsteller agierte. Webskys Cousine Magdalene heiratete Wilhelm Hirt, Sohn von Ferdinand Hirt. Sie ist wiederum die Mutter der Margarete Gräfin Keyserlingk, geb. Hirt; Gutsbesitzerin in Cammerau.

## Leben
Er studierte nach praktischer Ausbildung in schlesischen Berg- und Hüttenwerken ab 1846 in Berlin, Freiberg und Bonn. Danach arbeitete er in Reichenstein (Entgoldung der Arsenikabbrände) und wurde 1850 Bergreferendar. 1851 wurde er Mitglied des Bergamtes Waldenburg, 1853 Bergmeister und Dozent in Tarnowitz, 1856 Bergassessor und 1861 Oberbergrat in Breslau. 1865 nahm er seinen Abschied und widmete sich nun der schon bisher mit Vorliebe gepflegten Mineralogie. Er habilitierte sich in Breslau, wurde 1868 außerordentlicher Professor an der Universität Breslau und ging 1874 als Nachfolger von Gustav Rose nach Berlin, wo er sich, wie schon in Breslau, um die mineralogische Sammlung, um Kristallographie und Mineralchemie große Verdienste erwarb.
1863 führte er den Begriff Vizinalflächen in die Kristallographie ein. Er nahm zahlreiche Messungen an Kristallen vor und konstruierte einen nach ihm benannten Eintrittsspalt (Webskyscher Spalt) für das optische Goniometer (Reflexionsgoniometer).
1875 wurde er als ordentliches Mitglied in die Preußische Akademie der Wissenschaften aufgenommen. Seit 1882 war er korrespondierendes Mitglied der Russischen Akademie der Wissenschaften in Sankt Petersburg. 1883 wurde er zum Mitglied der Deutschen Akademie der Naturforscher Leopoldina und 1884 zum korrespondierenden Mitglied der Göttinger Akademie der Wissenschaften gewählt.

## Schriften
- Mineral-Species nach den für das specifische Gewicht derselben angenommenen und gefundenen Werthen. Ein Hülfsbuch zur bestimmenden Mineralogie. Ferdinand Hirt, Breslau 1868. Digitalisat
- Anwendung der Linearprojection zum Berechnen der Krystalle. in: G. Rose: Elemente der Kristallographie. Band 3, Berlin 1873.

### Nachruf
- Gerhard vom Rath: Worte der Erinnerung an Dr. Matin Websky, Professor (+ 27. Nov. 1886). Gesprochen in der Sitzung der niederrheinischen Gesellschaft für Natur- und Heilkunde am 2. Mai 1887.